# 하이브리드 집적 회로

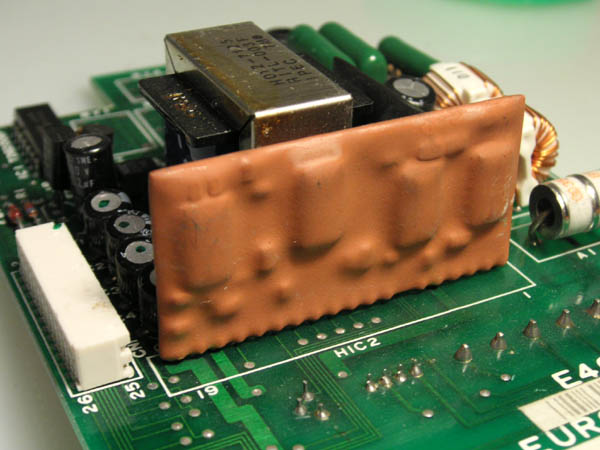
인쇄 회로 기판 위의 하이브리드 회로

하이브리드 집적 회로(Hybrid integrated circuit, HIC), 하이브리드 마이크로회로, 하이브리드 회로 또는 간단히 하이브리드(hybrid)는 반도체 장치(예: 트랜지스터, 다이오드 또는 모놀리식 IC) 및 수동 부품(예: 저항기, 인덕터, 변압기, 및 커패시터), 기판 또는 인쇄 회로 기판(PCB)에 접착된다. PWB(인쇄 배선 기판)에 부품이 있는 PCB는 MIL-PRF-38534의 정의에 따라 진정한 하이브리드 회로로 간주되지 않는다.

## 같이 보기
- SiP
- 멀티칩 모듈
- 인쇄 회로 기판